# Leydsdorp
Leydsdorp is een dorp in de regio Limpopo in Zuid-Afrika. Het dorp is gesticht als goudzoekersstation. De plaats is vernoemd naar de Nederlander Willem Johannes Leyds.

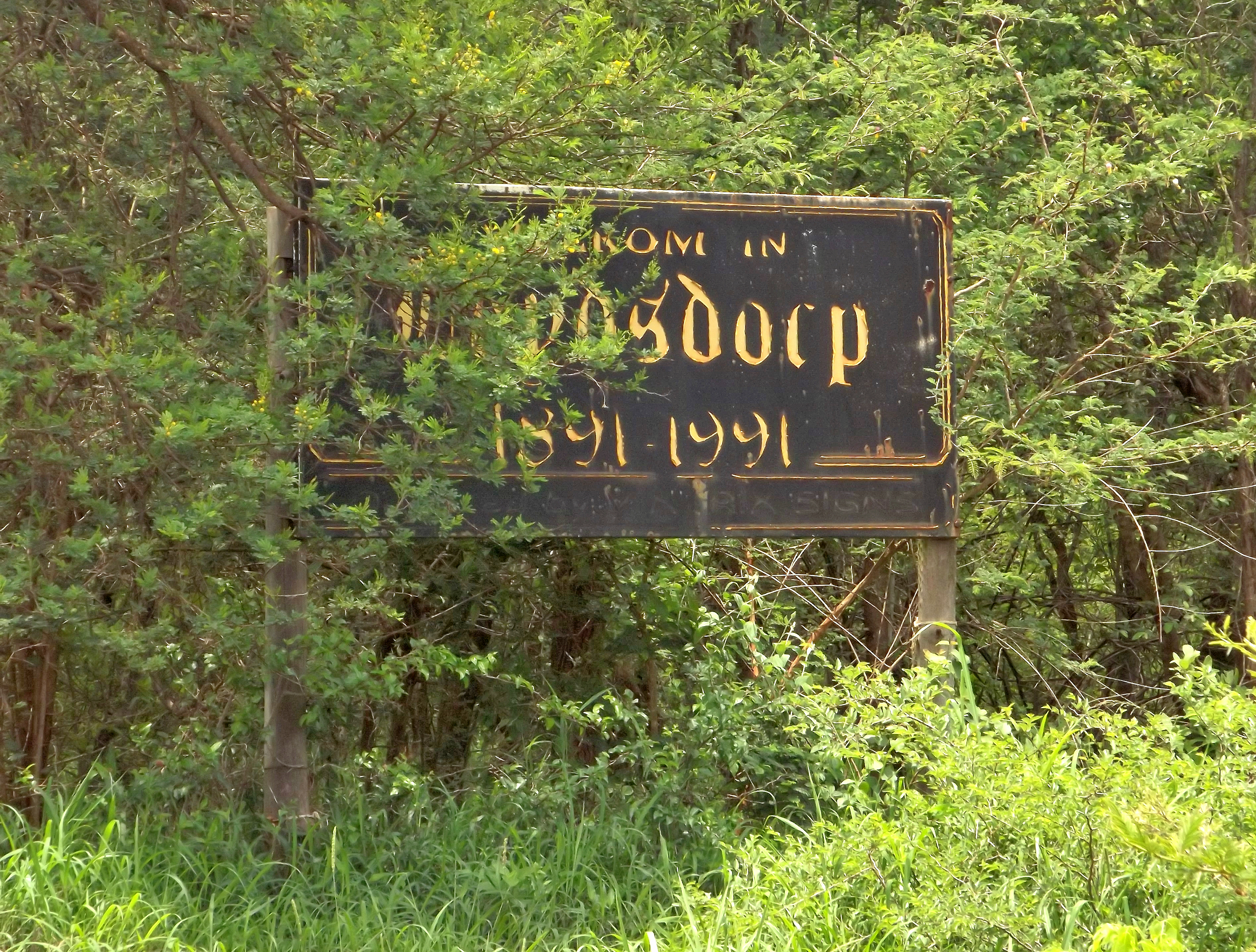
Welkom in Leydsdorp